# John Ekström
Johan (John) Petrus Ekström, född 8 augusti 1858 i Stockholm, död 8 september 1924 i Stockholm, var en svensk grafiker och teckningslärare.
Han var son till tullvaktmästaren Johan Petter Ekström och Anna Maria Johansdotter samt från 1884 gift med Elise Nordenson.
Ekström påbörjade sina studier vid Konstakademien 1875 men gjorde ett uppehåll för att utbilda sig till teckningslärare vid Tekniska skolans kurs för teckningslärare 1887, därefter fortsatte han sina studier vid akademien 1888. Efter avslutad utbildning var han verksam som teckningslärare i ett flertal av Stockholms skolor, läroverk och Stockholms borgarskola, bland annat tjänstgjorde han vid Realläroverket på Norrmalm 1882–1923. Han var sekreterare i Svenska teckningslärarsällskapet 1882–1897 och sällskapets ordförande 1897, 1903–1917, och var ordförande i det nybildade Stockholms teckningslärarförbund från 1917. Han var anlitad som sakkunnig av skollagskommittén 1890 och läroverkskommittén 1899–1902. Han var sakkunnig vid Överstyrelsen för rikets allmänna läroverk vid utarbetandet av kursplaner. Hans största insats var reformeringen av undervisningen i teckning som ledde till att man istället för att kopiera äldre tiders verk gav eleverna möjlighet att skapa bilder och återge verkligheten i omgivningen. Han skrev ett antal läroböcker och handledningar för teckningslärare och var handledare i de kurser som anordnades av Centralstyrelsen för Sveriges allmänna folkskollärareförening. På grund av alla uppdrag blev hans egen produktion av konst och grafiska blad inte så omfattande. Utöver sina arbetsuppgifter var han en stor samlare av föremål och dokument belysande tecknings- och välskrivningsundervisningens utveckling. Större delen av Ekströms unika boksamling finns vid Umeå universitetsbibliotek . Delar ur samlingen har även digitaliserats och finns fritt tillgängliga att läsa via Umeå universitetsbiblioteks digitala samlingar 
Vid hans bortgång inlöstes hela samlingen som då uppgick till tusentals nummer av Sveriges allmänna folkskollärarförening och donerades till Svenska skolmuseet. Hans samling av solur och böcker köptes in av Nordiska museet. Ekström finns representerad vid bland annat Nationalmuseum i Stockholm.